# Safir (raketa)
Safir je ime iranske rakete, prve koja može lansirati satelit u Zemljinu orbitu. U veljači 2008. počela su suborbitalni probni letovi ove rakete, kada je raketa nosila opremu koja je izvodila mjerenja u visokim slojevima atmosfere. Novorazvijena dvostupanjska raketa Safir 2 odnijela je u orbitu prvi samostalni iranski satelit Omid, 2. veljače 2009.